# Sakura (NIRGILISの曲)
「sakura」（サクラ）は、NIRGILISの2006年の楽曲。
通算8枚目（地域限定販売、店舗限定販売などを含む）のシングルとしてリリースされた。

## 楽曲
タイトル曲「sakura」は、歌手・シンガーソングライターの堀澤麻衣子が歌う「アメイジング・グレイス」をマッシュアップした楽曲である。
シングル2トラック目の「sakura (cherry blossom)」は、「アメイジング・グレイス」のマッシュアップ部分を除いたオリジナルバージョンである。歌詞も一部異なる。

## シングル
DefSTAR RECORDS（現：ソニー・ミュージックレーベルズ）移籍後第2弾となるシングル。前作「マイレボ」はタワーレコード限定販売であったため、「sakura」が移籍後に通常の形態で販売された最初のシングルである。

## 収録曲
全曲 作詞：acchu iwata、編曲：NIRGILIS
1. sakura（作曲：minoru kurihara/acchu iwata/ko-ki ito）
毎日放送系テレビアニメ『交響詩篇エウレカセブン』第4オープニングテーマ。
FM NACK5 トリノオリンピックイメージソング。
笑っていいとも!にて2011年、春のそっくりさんカーニバルSPで一部が使われる。
2. sakura (cherry blossom)（作曲：minoru kurihara/acchu iwata/ko-ki ito）
3. Re;コモンガール（作曲：NIRGILIS）
限定販売であった前作「マイレボ」収録曲「コモンガール」のマッシュアップ部分を除いたオリジナル曲。
4. sakura (original instrumental)

## カバー
sakura
- 佐咲紗花 - 2015年3月25日発売のカバー・アルバム『SAYAKAVER.』に収録された。編曲はNIRGILISの岩田アッチュ。
- ClariS - 2016年3月2日発売のミニ・アルバム『SPRING TRACKS -春のうた-』に収録された。
- Photon Maiden - 2021年1月20日発売のカバー・アルバム『D4DJ Groovy Mix カバートラックス vol.1』に収録

## 注

### ユニットメンバー
1. ↑  出雲咲姫（紡木吏佐）、新島衣舞紀（前島亜美）、花巻乙和（岩田陽葵）、福島ノア（佐藤日向）